# Hyporhagus attenuatus
Hyporhagus attenuatus es una especie de coleóptero de la familia Monommatidae.

## Distribución geográfica
Habita en Brasil.